# Виноград культурный
Виногра́д культу́рный (лат. Vítis vinífera) — вид многолетних кустарниковых лиан из рода Виноград семейства Виноградные.
Плоды винограда используются в пищу в свежем виде, а также перерабатываются на изюм, виноградный сок, вино, варенье, маринады, компоты, разные напитки (алкогольные и безалкогольные), а также винный уксус, включая бальзамический.
Из виноградных косточек выжимают масло, а виноградный лист используется для приготовления долмы и других фаршированных блюд.

## Распространение и среда обитания
Виноград культурный растёт в умеренных и субтропических регионах, широко культивируется во многих странах всех континентов. Выращивают виноград обычно на шпалере.
В диком виде виноград культурный неизвестен. Анализ 204 полных геномов Vitis vinifera показывает, что в прошлом имело место одно событие одомашнивания, которое произошло в Западной Азии и за которым последовали многочисленные и повсеместные интрогрессии европейских диких популяций западных sylvestris в одомашненную линию винограда orientalis. Эта смесь произвела так называемый международный винный виноград, который распространился из альпийских стран по всему миру. Согласно анализу TreeMix, средиземноморский винный виноград с Балкан и Великой Греции в значительной степени соответствующий pontica balcanica, по-видимому, генетически более похож на предков orientalis (столовый виноград), чем на предков pontica georgica (кавказский винный виноград). По всей Европе заметные различия в геномном разнообразии наблюдаются у местных сортов, которые традиционно выращиваются в разных странах-производителях вина, при этом Италия и Франция демонстрируют наибольшее разнообразие.
Современный культурный виноград отличается от всех диких подавляющим преобладанием обоеполых цветков, является ветроопыляемым, насекомоопыляемым и самоопыляющимся растением. Установлены даже клейстогамные (опыление при закрытом цветке) формы винограда.

## Ботаническое описание
В благоприятных условиях на юге лиана винограда достигает 30—40 метров длины, в средней полосе России, как правило, всего 1,5—3 м. Лиана прикрепляется с помощью усиков, которые обвивают опоры.
Кора на старых стволах коричневая, глубоко-бороздчатая, с отделяющейся коркой, на молодых — желтоватая или красноватая.
Листья очерёдные, черешковые, цельные, трёх- или пятилопастные.
Цветки мелкие, обоеполые, зеленоватые, собраны в рыхлую или густую метёлку. Цветёт виноград в мае—июне, плодоносит в августе—сентябре, некоторые сорта в октябре.
Формула цветка: {\displaystyle \ast K_{(5)}\;C_{(5)}\;A_{5}\;G_{({\underline {2}})}}
Плоды винограда — сочные ягоды с 1—4 мелкими семенами (в некоторых сортах семена отсутствуют) — собраны в гроздья, которые сильно варьируют по форме, окраске: могут быть зелёными, розовыми, жёлтыми, тёмно-красными, чёрно-фиолетовыми (обычно с восковидным налётом).
До 1863 года (до появления в Европе вредителя — филлоксеры) — виноград культурный жил до 130—150 лет.
- созревающий урожай
- виноград после полива
- молодая лоза
- ус виноградный
- завязь
- молодой лист

## Хозяйственное значение и применение
Виноград едят свежим или сушат, превращая его в изюм. Плоды винограда — сырьё для изготовления вина. Из винограда готовят компоты, соки, маринады. Используют в декоративных целях. Существует много сортов и гибридов винограда, в том числе без семян — кишмиши и коринки.
Сок винограда содержит большое количество глюкозы, фруктозы, которые легко усваиваются организмом, катионов калия, органических кислот, микроэлементов. Вторичный продукт при получении сока — жмых — идёт на корм скоту.
Из виноградного сока путём спиртового брожения получают белые, розовые и красные вина, а после перегонки — разнообразные дистилляты (среди них бренди, коньяк, арманьяк, граппа, ракия, чача, писко, марк, виноградная водка).
В плодах винограда содержится до 20 % сахара, витамины С, В, ферменты, микроэлементы, яблочная и другие органические кислоты, дубильные вещества.
Ягоды сладких сортов винограда противопоказаны лицам с сахарным диабетом, при острой дизентерии, диарее и гипертонической болезни.
Отходы виноделия (выжимки, дрожжевой остаток и т. д.) находят практическое применение как сырьё для получения спирта и виннокислой извести. Из отходов можно получать также франкфуртскую чернь, ярь-медянку, дёготь.
Винный камень, получаемый из виннокислой извести, кристаллизуется в бочках при выдержке вин и выделяется при уваривании сока в вакуум-аппаратах.
Семена («косточки») винограда используют для получения жирного масла, пригодного для пищевых и технических целей.
Из листьев и зелёных побегов получают винную кислоту, количество которой в этих органах составляет 1,9—2,4 % (в переводе на сухое вещество).

## Возделывание винограда
Участок земли, на котором выращивают виноград, называется виноградником. В качестве опоры для длинных вьющихся лоз со времён Колумеллы используют специальные шпалеры.

Виноград размножают практически всеми известными способами — как семенами, так и вегетативно — черенками, отводками, прививкой. 
В книге рекордов Гиннесса утверждается, что старейшая в мире лоза растёт и плодоносит в центре словенского города Марибор, на берегу реки Драва.
Уникальные винодельческие регионы Вахау и Лаво, где традиции виноградарства уходят в глубину веков, находятся под охраной ЮНЕСКО в качестве памятников всемирного наследия. Другие регионы, знаменитые на весь мир своими винами, — Токай, Шампань, Бургундия, Медок, Божоле, Риоха, Тоскана, Рейнгау.

### Историческая справка
По археологическим источникам учёные считают, что в Древнем Египте виноградарство возникло за 6000 лет до нашей эры. На пирах древних египтян рядом со многими яствами подавались также разные сорта вина и пива. Во времена фараонов виноградники простирались вверх по Нилу до порогов.
Соседние с Египтом страны не оставили столь древних археологических источников, но и в них, в частности, упоминается, что во время постройки храма Соломона рабочим было выдано 20 000 бат вина. Это служит доказательством того, что за почти 1000 лет до н. э. в Средиземноморье существовало виноделие.
Особенно виноградарство было развито в Древней Греции. В греческой литературе часто говорится о вине, в частности, в «Одиссее» Гомера много стихов, упоминающих вино. На щите Ахиллеса искусный Гефест среди других изображений из золота сделал «дивный большой виноградник, сладким плодом отягчённый», «висели в нём чёрные гроздья».

### Сорта винограда
Сорт винограда — низшая систематическая единица, используемая для описания разнообразия культурного винограда. Характеризует отличительную совокупность передаваемых по наследству морфологических, биологических и хозяйственных признаков. Всего на территории России и стран СНГ произрастает более 3000 сортов винограда.
По происхождению, методам селекции и биологическим особенностям различают:
- сорта-популяции — это чаще всего стародавние, местные сорта, представляют собой совокупность клонов, сохраняющих местные признаки и приспособленность к определённым условиям;
- сорта-клоны — это вегетативное потомство, выделенное среди растений по одному ценному существенному признаку (реже по нескольким). Смеси клонов — большинство культивируемых сортов.
- сорта-гибриды — специально отобранное потомство от скрещивания двух или нескольких растений, унаследовавшее ценные свойства от родителей.

По свойствам ягод и преимущественному использованию получаемой из них продукции сорта винограда подразделяются на:
- столовые сорта. Их выращивают в основном для потребления в свежем виде. Это обычно крупноягодные, крупногроздные сорта привлекательного внешнего вида и очень высоких вкусовых качеств;
- технические сорта. Их выращивают для приготовления вина, соков и пр. Главная отличительная особенность таких сортов — высокий процент сока в ягоде (75-85 % от её общей массы). Грозди и ягоды небольшие, у большинства технических сортов достаточно высокая урожайность;
- бессемянные сорта. Их выращивают для потребления в свежем виде и получения сушёной продукции;
- универсальные сорта. Эти сорта выращивают и для потребления в свежем виде, и для переработки. По размерным характеристикам гроздей и ягод универсальные сорта крупнее технических, но мельче столовых. имеют достаточно сочную мякоть.

Наука, занимающаяся изучением разнообразия винограда — сортов, форм и клонов — на уровне популяций и видов, а также исследованием закономерностей изменчивости признаков и свойств под влиянием условий среды и деятельности человека называется ампелографией.
Современный культивируемый культурный виноград можно разделить на столовые и винные (технические) сорта. В мире насчитывается более 8000 сортов винограда. Наиболее широко распространённые:
- Муска́ты — группа сортов винограда с сильным характерным («мускатным») ароматом ягоды, напоминающим мускус.
- Ри́слинг — белый сорт винограда, а также сорт вина, изготавливаемого из него.
- Фетя́ска — технический сорт винограда и вино из этого сорта.
- Изабелла — американский сорт винограда, ягоды чёрные, со слизистой мякотью и специфическим запахом, созревают поздно, потребляются свежими; используются в виноделии.

Сорта американской селекции 'Kay Gray' и 'Kee-wan-din' выдерживают морозы до −37°С, у сорта 'Mars' при температуре — 30,7°С сохраняется около 63,2 % глазков. Сорт 'Venus' по морозоустойчивости уступает 'Mars', но он раньше созревает и имеет более высокие вкусовые качества.

### Болезни и вредители винограда
- Оидиум. Грибная болезнь, возбудитель Uncinula necator.
- Мильдью (ложная мучнистая роса). Грибная болезнь, возбудитель Plasmopara viticola.
- Белая гниль винограда. Грибная болезнь, возбудитель Coniothyrium diplodiella.
- Серая гниль. Грибная болезнь, возбудитель Botrytis cinerea.
- Чёрная гниль. Грибная болезнь, возбудитель Guignardia Bidwelii.
- Антракноз. Грибная болезнь, возбудитель Gloesporium ampelophagum.
- Церкоспориоз. Грибная болезнь, возбудитель Cercospora vitis и некоторые другие виды грибков того же рода.
- Паралич лозы, эска. Одной из причин заболевания является грибок Stereum hirsutum. Древесина поражённой части имеет жёлтый цвет.
- Корневая гниль. Грибная болезнь, основной возбудитель Rosellinia necatrix.
- Меланоз. Грибная болезнь, возбудитель Septoria ampelina.
- Короткоузлие, инфекционное вырождение. Вирусная болезнь винограда, часто передающаяся через прививку или почву.
- Некроз. Это физиологическая болезнь, не связанная с деятельностью микроорганизмов. Некроз характеризуется омертвением тканей древесины.
- Хлороз. Может быть инфекционным и неинфекционным. Инфекционный хлороз является вирусным заболеванием, причём вирус может передаваться различными путями: через почву, прививку и переносчиков. Неинфекционный хлороз является физиологическим заболеванием, вызванным неблагоприятными почвенными условиями и как следствие — нарушением обмена веществ.
- Рак. Бактериальное заболевание, возбудитель Bacterium tumefaciens.
- Филлоксера. Вредитель — насекомое Dactylosphaera vitifoliae.

## Сырьё для виноделия
К восковой поверхности кожицы виноградных ягод, которую называют пруин, прилипают миллионы микроорганизмов, среди которых находятся и разнообразные дрожжевые грибки. Эти микроорганизмы создают на виноградной кожице инеевый эффект, известный как «пушок». Если виноградину раздавить, то начнётся спиртовое брожение, причиной которого является присутствие дрожжевых грибков, которые питаются виноградным сахаром. Пищеварительные ферменты дрожжевых грибков расщепляют виноградный сахар, чтобы запастись энергией, а побочными продуктами этого процесса являются углекислый газ и спирт (последний — в отсутствие доступа кислорода).
Виноградные вина готовят из технических (винных) сортов винограда, которые занимают большую часть виноградников мира. Технические сорта винограда должны хорошо накапливать сахар при умеренном снижении кислотности, легко подвергаться промышленной переработке. Лучшие вина делают из сортов винограда, принадлежащих к европейскому виду Vitis vinifera — Каберне Совиньон, Рислинг, Шардоне, Шираз, Неббиоло. Новые гибридные технические сорта по качеству производимого вина приближаются к ним. Для приготовления различных типов вин используются определённые сорта винограда, отвечающие специальным требованиям.

## Культурные аллюзии
По древнегреческому мифу, собака Оресфея родила кусок дерева, он закопал его, и из него вырос виноград. Виноделию покровительствует древнегреческий бог Дионис.
В геральдике виноград изображён в исторических гербах многих городов: Аккермана, Изюма, Кизляра, Телави, Чугуева и других. Город Изюм «гласно» назван в XVII веке «виноградным» названием.
В честь винограда культурного назван астероид (759) Винифера, открытый в 1913 году германским астрономом Францем Кайзером, предки которого занимались выращиванием винограда.
- Герб Стражовице[англ.]
- Флаг Белгорода-Днестровского
- Герб Белгорода-Днестровского
- Герб Изюма
- Герб Кизляра
- Герб Телави
- Герб Чугуева